# 捷姆留克
45°16′N 37°23′E / 45.267°N 37.383°E
捷姆留克是俄羅斯克拉斯諾達爾邊疆區西部的一個城市，位於庫班河下游。距克拉斯諾達爾以西130公里。2002年人口36,118人，2013年人口38,386人。1860年設市。  

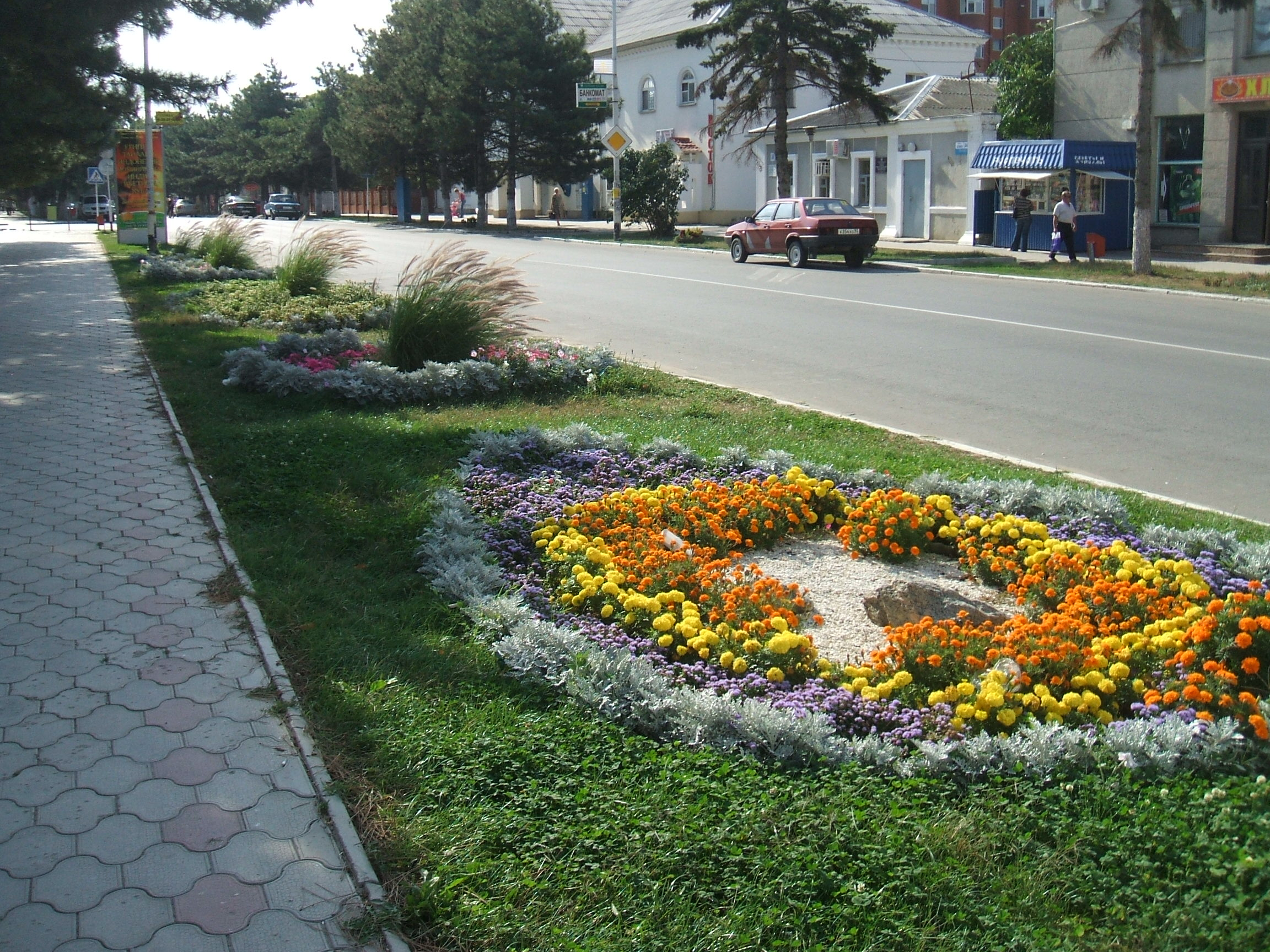
列寧街

## 外部連結
- [克拉斯諾達爾邊疆區縣志].   [2013-06-05]. （原始内容存档于2021-01-18） （俄语）.